# Obody
Obody (ukr. Ободи) – wieś na Ukrainie, w obwodzie sumskim, w rejonie sumskim, w hromadzie Biłopilla. W 2001 liczyła 622 mieszkańców.